# Dalalagen
Dalalagen är en samling lagar som finns nedtecknad i en handskrift från mitten av 1300-talet. Tillkomsttiden är dock mycket omtvistad men har med alla sannolikhet tillkommit mellan 1200-talets andra hälft och 1320-talet.
Det enda bevarade exemplaret är en handskriftssamling från mitten av 1300-talet, påträffad bland Johan Stiernhööks efterlämnade papper. Den utgavs 1676 av Johan Hadorph som Dahle-laghen, men 1841 av Carl Johan Schlyter som Westmannalagh.
Den är en av de mest omdiskuterade svenska rättskällorna. Mycket därför att man inte vet om det är en lag för Dalarna. En del forskare menar att den istället är en äldre omarbetning av Västmannalagen eller kanske en lag för Värmland.
Dalalagen är ovanlig i sin indelning eftersom hela landskapet Dalarna under medeltiden utgör ett enda hundare med en länsman och under denne tre stycken underlänsmän, alltså en underlänsman i varje treding, som kallades husabyman.